# Wola Cygowska
Wola Cygowska – wieś w Polsce położona w województwie mazowieckim, w powiecie wołomińskim, w gminie Poświętne. Ma status sołectwa.
W latach 1975–1998 miejscowość administracyjnie należała do województwa siedleckiego.
W miejscowości żył przez długie lata i zmarł Prot Adam Lelewel (1790-1884), uczestnik wojen napoleońskich, brat Joachima, dziedzicząc tę wieś po swoim ojcu.
Wierni Kościoła rzymskokatolickiego należą do parafii św. Jana Chrzciciela i św. Wojciecha Biskupa Męczennika w Poświętnem.

## Historia
Wola Cygowska powstała w drugiej połowie XVIII wieku. Już na mapie z 1783 roku można odnaleźć miejscowość Wola Cygowska. Wcześniej ten obszar należał do dóbr Cygów. Właściciel dóbr,  Teodor Szymanowski sprzedał około 1788 roku wydzielony majątek Wola Cygowska. Kupił go Karol Maurycy Lelewel. Lelewel urodził się w 1748 roku jako syn Henryka Leolhoeffela pochodzącego z prusko-szwedzkiej rodziny oraz Konstancji Jauch. Jego ojciec był nadwornym lekarzem króla Augusta III. Karol Lelewel studiował prawo w Getyndze. Wrócił do Polski w 1765 roku i uzyskał tu indygenat szlachecki. Służył w armii królewskiej w stopniu kapitana. W latach 1778–1794 pełnił funkcję kasjera Komisji Edukacji Narodowej. „Na tym stanowisku położył wielkie zasługi wykazując energię i zaradność w ratowaniu funduszu szkolnego”. Cieszył się bezwzględnym zaufaniem Komisji Edukacji Narodowej. Miał tytuły cześnika i łowczego ziemi liwskiej. Popierał rozwój przemysłu. Po rozbiorach (1795) zdał relację władzom pruskim ze swej działalności w K.E.N. i mimo korzystnych propozycji ze strony władz pruskich (jeszcze jego ojciec był poddanym pruskim), nie skorzystał z propozycji i osiadł w Woli Cygowskiej zajmując się wychowaniem dzieci. Ożenił się z Ewą z Szeluttów. Był bardzo zdolnym człowiekiem. Znał kilka języków i zajmował się nauką oraz numizmatyką.
W latach 1797–1811 Karol Lelewel mieszkał głównie w Woli Cygowskiej. Według przekazów bardzo interesował się życiem swoich mieszkańców w Woli Cygowskiej. Brał udział w obradach ówczesnego samorządu wiejskiego i budował domy dla biednych chłopów. W tym czasie zajmował się również wychowaniem 8 dzieci: Jana Pawła, Joachima i Prota. Był chyba dobrym wychowawcą, ponieważ każdy z jego synów odegrał ważną rolę w historii Polski i zostali uhonorowani biogramami w „Polskim Słowniku Biograficznym”, a Joachim Lelewel jest zajął poczesne miejsce w polskiej historii.

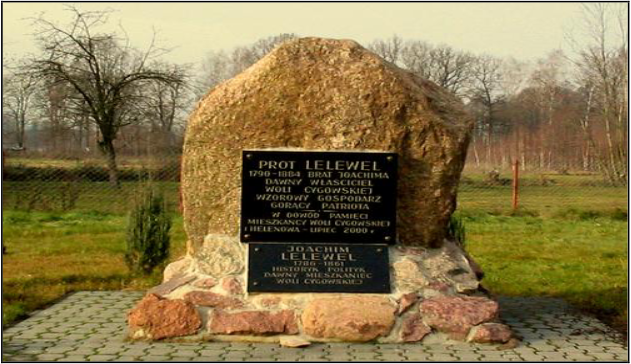
Głaz Upamiętniający dawnych właścicieli Woli Cygowskiej

Karol Maurycy Lelewel do Warszawy wrócił w czasie powstania Księstwa Warszawskiego w 1811 roku. Pracował w Dyrekcji Edukacji Narodowej. Pracował we władzach tej instytucji do jej rozwiązania w 1815 roku. Następnie pracował w Komisji Rządowej Wyznań Religijnych i Oświecenia Publicznego.
Po 1815 roku Wolę Cygowską odziedziczył syn, Prot Adam Lelewel. Tymczasem jego ojciec pracował w Dyrekcji Edukacji Narodowej do 1821 roku i następnie przeszedł na emeryturę. Zmarł w nocy z dnia 29 na 30 XI 1830 roku (data wybuchu powstania listopadowego). Pochowano go na Powązkach.
Kolejny dziedzic Woli Cygowskiej, Prot Lelewel, urodził się dnia 11 IX 1790 roku w Warszawie. Wychował się w Woli Cygowskiej. W 1801 roku rozpoczął naukę w Collegium Nobilium pijarów w Warszawie. Warszawa leżała w tym czasie na obszarze innego państwa. W 1807 roku rozpoczął pracę w ministerstwie spraw wewnętrznych Księstwa Warszawskiego. W 1809 roku wstąpił na ochotnika do 3 pułku piechoty. W 1811 roku awansował na porucznika, a w 1812 roku na kapitana. Uczestniczył w słynnej wyprawie Napoleona na Moskwę. Walczył pod Berezyną. Kampanię w 1813 roku (bitwa pod Lipskiem) odbył jako adiutant generała Jarosława Dąbrowskiego. Otrzymał wtedy krzyż Virtuti Militari i francuską Legię Honorową. Został wzięty do niewoli jesienią 1813 roku. Zwolniony przez Rosjan osiadał w Woli Cygowskiej. Prot przyjaźnił się z sąsiadem Feliksem Szymanowskim, synem Teodora S. O tej przyjaźni trwającej kilka pokoleń, świadczy Profesor Jerzy Kolendo, który opracował Raport wójtów wsi Cygów i Wola Cygowska mówiący o odkryciach rzymskich monet (z okresu Cesarza Karakalli, III w.) i innych znalezisk archeologicznych dokonanych w tych dwóch miejscowościach na Mazowszu. Ofiarowali oni popielnicę oraz toporek kamienny do Muzeum i Gabinetu Rzeczy Przyrodzonych. Raport, podpisany przez Wójta Gminy Cygów i Wójta Gminy Wola Cygowska i przedmioty zostały przedstawione na posiedzeniu Towarzystwa Warszawskiego Królewskiego Przyjaciół Nauk w dniu 23 listopada 1820 r. przez prezesa Staszica. Prot ożenił się w 1823 roku z Józefą Śląską.
Po powstaniu Królestwa Polskiego pracował w Dyrekcji Ogniowej w Warszawie. W 1822 wybrano go na posła. Zaliczono go do opozycji i aresztowano go w 1826 roku. Został zwolniony po 2 miesiącach. W czasie powstania listopadowego dostał nominację na ministra oświaty, ale nie przyjął tej nominacji. Zgłosił się za to do wojska, ale przełożeni nakazali mu pracę w ministerstwie obrony. Po upadku powstania wyjechał początkowo do Krakowa i korzystając z amnestii wrócił do kraju. Zajął się ponownie gospodarowaniem w Woli Cygowskiej, gdzie przez szereg lat pełnił funkcję wójta. Działał w Towarzystwie Kredytowym Ziemskim, jednak w 1862 roku odmówił przyjęcia funkcji prezesa w powiecie stanisławowskim. Po śmierci słynnego brata Joachima poświęcił się zbieraniu i porządkowaniu jego spuścizny. Wydał kilka publikacji na temat brata, sam pisał Pamiętniki. Interesował się numizmatyką i kartografią. Zmarł 21 III 1884 roku w Woli Cygowskiej pochowano go w Poświętnem. Pozostawił synów: Tadeusza, Karola, Zygmunta Augusta i Jana Henryka oraz córki: Jadwigę żonę Russockiego i Helenę żonę J. Czaplickiego.
Dobra Wola Cygowska należące do Lelewelów obejmowały wsie Wola Cygowska i Papiernia. W czasie uwłaszczenia w 1864 roku w Woli Cygowskiej powstało 32 gospodarstwa rolne na 231 morgach ziemi, a w Papierni 4 gospodarstwa na 12 morgach. Zapewne w końcu XIX wieku potomkowie Prota Lelewela rozparcelowali ten majątek, ponieważ brak jest wzmianek o folwarku w Woli Cygowskiej w XX wieku. W Woli Cygowskiej w 1921 roku naliczono 15 domów i 99 mieszkańców. Wieś należała do gminy Ręczaje. Od 1975 do 1998 r. Wola Cygowska, jak i cała gmina Pośwętne administracyjnie należały do województwa Siedleckiego.